# 精子
精子（せいし、英語: Spermatozoon, Sperm）とは、生物における雄性の生殖細胞のことである。ヒト（人間）の男性の場合、精液全体の1～5%に相当する。

## 動物の精子
動物の精子は卵子に比べて小さく、運動能力を有した雄性生殖細胞である。精子の構造は、遺伝情報である核DNAを含有する頭部、ミトコンドリアの集合した中片部、さらに中心小体から伸びた軸糸からなる尾部から構成されている。精子の頭部には、先体アクロソームと呼ばれる部位が存在し、様々なタンパク質分解酵素（アクロシン・ヒアルロニダーゼ）が含有されている。受精において、先体の形態的変化先体反応が、卵子の細胞質を覆っている糖タンパク質である透明帯の通過に関与すると考えられている。一方で、中片部および尾部は鞭毛構造をとっており、それを振動させることにより運動している。卵子の位置を把握するために、精子には卵子や卵丘細胞から分泌される誘因物質を感知する機能が備わっていると考えられている。
受精のメカニズムは未だ不明な部分が多く、精子が能力を得るために必要な受精能獲得や運動パターンの変化である超活性化などについて現在でも多くの研究が行われている。卵子細胞膜との融合のために精子側で必要な分子として、日本人の研究者らによりタンパク質“Izumo”の存在が2005年に報告された。
精子は精原細胞から分化して作られる。生殖細胞は生殖巣とは異なる場所に生じるが、発生の過程で移動し、精巣原基に取り込まれ精巣を形成する。精原細胞は細胞分裂により数を増やし、この中から一次精母細胞が生じ、続いて減数分裂によって2個の二次精母細胞、最終的には4個の精細胞が作られる。精細胞は精子完成を経て精子となる。
精子完成の際、ゴルジ体が先体に、中心体が鞭毛となる。ミトコンドリアは鞭毛の根本の周辺に凝縮し、鞭毛の動作に必要なエネルギーを供給するようになる。後に精細胞の細胞質基質の一部は消失し核も凝縮されて精子の形となる。
ヒトを含む動物や魚類の精子は、通常は精子を含んだ液体である精液としてオス（男性）から放出されるものであり、精液のことを指して「精子」と呼ぶ場合も多い（例：メスの産んだ卵にオスが精子をかける（魚類の生殖）など）。

## ヒトの精子
1日に精巣で作られる精子の数は5000万 - 1億ほどである。大きさは 60μm ほど（ヒトの卵細胞の大きさは直径 100 - 150μm）。精巣で作られた精子は精巣上体（副睾丸）まで運ばれ、成熟して射精を待つ。精巣上体では、最大10億ほどの精子が貯蔵できると考えられている。射精1回あたりの精液が含む精子数は個人差や体調面でのぶれも大きいが、通常1 - 4億ほどである。ヒトの場合は精原細胞から約70日間をかけて分化し、精子となる。通常の空間においては数時間程度で死滅するが、頸管内や子宮内、卵管内などでは精子に蓄えられているエネルギーにより、数日程度の生存が可能である。男性の生殖能力については精子の質と量が非常に重要とされるが、マカの根が男性の生殖能力を高めるという報告も知られている。

### 精子の構造
ヒトの精子細胞は、およそ 4μm のやや潰れた円盤状の頭部と極めて小さな頸部、円筒錠の中片部、長さ 45μm 程度の尾部（鞭毛）で構成されている。鞭毛は精子細胞を毎分約 1～3mm の速度で前進させる。精子には嗅覚誘導機構があり、卵管に到達した後、卵子に侵入する前に受精能を獲得する期間を経る。
頭部：核は緻密で染色質のみを含み、薄い細胞質の縁で囲まれている。核の上にはゴルジ体の変性により形成された先体と呼ばれる帽子様構造があり、ゴルジ体は受精に必要な酵素であるスペルムリシン（ヒアルロニダーゼ、コロナ透過酵素、透明帯溶解素、アクロシン）を分泌する。精子が卵子に近づくと先体反応が生じ、先体を包む膜が精子頭部の細胞膜と融合し、先体の内容物が露出する。
頸部：頸部は精子中で最も小さな長さ0.03µmの構造であり、核の基部に平行に近位中心小体が、垂直に遠位中心小体がある。近位中心小体は成熟精子中に保持され、遠位中心小体は軸糸の集合後に消失する。近位中心小体は中心小体を持たない卵子に進入し、こうして形成された接合子の最初の卵割を開始する。遠位中心小体は尾部を形成する軸糸を生じ、(9+2) 配列をとる。袖飾りと呼ばれる一過性の膜が中片に存在する。
中片部：細胞質内の軸糸を取り囲むように、10～14本のミトコンドリアが螺旋状に配列する。ミトコンドリアは精子の運動機能を担うため、精子の動力源と呼ばれる。また、中心小体と主小体の間に拡散障壁を形成する環状の中心小体（環状部）があり、尾部の剛性を安定させる構造として機能している。
尾部：鞭毛は約50µmと最も長い部分で、細胞質と細胞膜に囲まれた軸糸を持つが、末端では軸糸は剥き出しになっている。鞭毛は細胞に運動を与える。

### 精子の形成
思春期を迎えたヒト男性の精巣内では次の過程で精子が形成される。
1. 始原生殖細胞が男性ホルモンの作用によって精原細胞になる。
2. 精原細胞は体細胞分裂を繰り返す。
3. 男性ホルモンによって精原細胞は一次精母細胞になる。
4. 一次精母細胞は２つに分裂して二次精母細胞になる。
5. 二次精母細胞は２つに分裂して精細胞になる。
6. 精細胞は変態して精子になる。

　（詳細は「精子形成」を参照）

## 医療利用

### 医薬品
ポリデオキシリボヌクレオチド（PDRN）は、当初は胎盤から抽出された組織修復刺激剤として発見され、ほかにもこれらの生物の精子から抽出され、利用されている
- マス（学名：Oncorhynchus mykiss）　イタリアの医薬品
- サケ（学名：Oncorhynchus keta）　　  韓国の医薬品

### 精子凍結
精子は、凍結保護剤としてグリセロール、ジメチルスルフォオキサイド、糖類を用いることで、液体窒素中に凍結保存できる。ただし、凍結保存法は動物種によって異なるため、種に応じて最適な凍結保存法を用いる必要がある。
近年、マウスにおいて精子を冷蔵保存する技術が開発されている。冷蔵保存された精子は、数日間にわたって高い受精機能を維持することができる。
日本の山梨大学などは、フリーズドライ技術を応用して精子や卵子を真空凍結乾燥して保存して常温で数日保存しておき、必要に応じて受精機能を回復させる技術を研究中である。低温設備がない状況で郵送や野生生物のサンプル採取が可能になる。

### 人工授精
人工授精は排卵の時期に合わせて洗浄濃縮した精子を子宮に注入する方法で、ほとんど自然妊娠に近い形での妊娠がが可能であり、受精の確率も１回目で約10%、３回目で約80%、５回目で約90%と高い。
手順
1. 精液を採取する。
2. 殺菌をして菌を取り除く。
3. 精子を濃縮する。
4. 子宮に精子を注入する。

| メリット | デメリット                                                                                              |
| --- | --- |
| - 精子減少症や精子無力症で精子に障害がある場合に有効性が高い。 - 性交に障害があり受精が困難な場合にも有効性が高い。 - 体外受精に抵抗がある人に対しての手法の手段として。 | - 女性の年齢が高い場合にはこの手法が向かないことがある。 - 精子そのものに問題がない場合の有効性が低い。 |

## 植物の精子

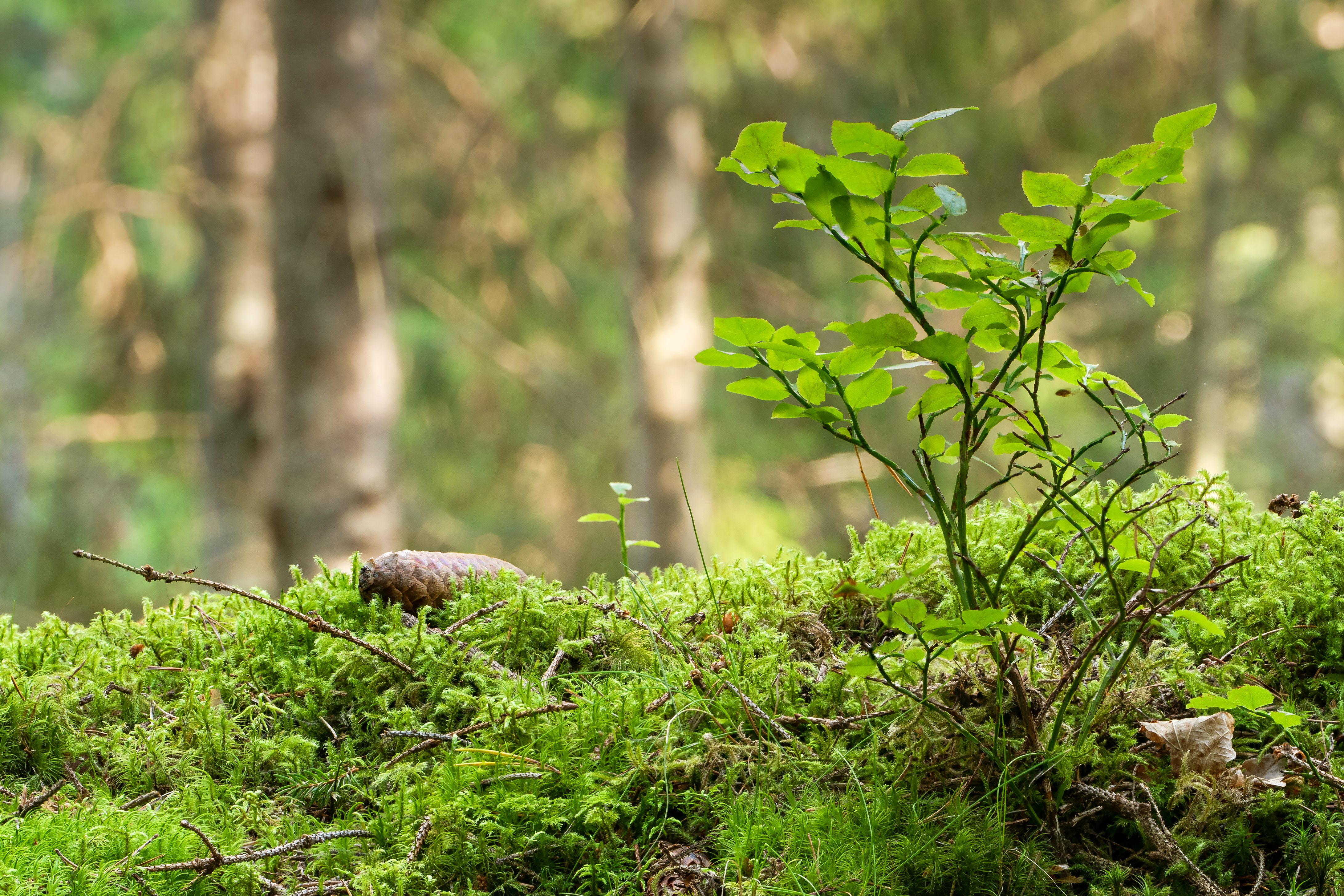
コケ

植物は大きく分けて種子植物とそれ以外に分けられ、基本的に種子植物は雌蕊と雄蕊によって受精を行うが例外としてイチョウとソテツが精子を使った受精を行っている。
種子植物に分類されないシダ植物とコケ植物は精子を使った受精をしている。また、種子植物と同じような雌蕊や雄蕊の分類があり、それぞれに卵子と精子が存在する。
シダ植物やコケ植物は雨が降るなどした一定の条件を満たすことによって、精子が放出され受精卵が誕生する。静止が放出される条件は種類によって多少異なるが、水によって精子が放出されるという点では一致している。

### 藻類
藻類は分類学的に植物とは違う分類に入るが、ここでは類似した生物として紹介していく。
藻類は他の生物と同じように、卵子と精子で受精する。受精した細胞は仮根細胞になり、岩などに根を張る。同じ場所にとどまることで、海の中での受精の成功確率を上げるという生存戦略でもある。

### 訳注
1. ↑  spermlysin
2. ↑  corona-penetrating enzyme
3. ↑  zona lysin
4. ↑  (9+2) arrangement: 2本の微小管を9本の微小管が取り囲む構造で[9]、原生生物からヒトまで共通している[10]。
5. ↑  Manchette
6. ↑  Annulus